# Рибекіт
Рибекіт — мінерал групи амфіболів, бідний на магній лужний амфібол ланцюжкової будови.

## Етимологія та історія
Рібекіт вперше був відкритий німецьким етнологом, мінералогом та натуралістом Емілем Рібеком (1853—1885) на архіпелазі Сокотра в Ємені та описаний у 1888 році Адольфом Зауером, який назвав мінерал на честь його першовідкривача.

## Загальний опис
Хімічна формула:
1. За Є. Лазаренком: Na2Fe2+(Fe3+)2[(OH, F)Si4O11]2.
2. За «Fleischer's Glossary» (2004): Na2(Fe, Mg)3Fe2Si8O22(OH)2.

Домішки: CaO, K2O, MnO, TiO2. Іноді Fe2+ заміщується на Mg з утворенням магнезіорибекіту.
Склад у % (з родовища Квінсі, США): Na2O — 6,16; K2O — 1,1; CaO — 1,28; MgO — 0,1; FeO — 21,43; Fe2O3 — 14,51; Al2O3 — 0,68; SiO2 — 61,79; H2O — 1,4; F — 0,2.
Сингонія моноклінна.
Форми виділення: призматичні або голчасті кристали. Волокнистий різновид рибекіту називається крокідолітом. Кристалічна структура стрічкова.
Спайність досконала за призмою (під кутом 56°).
Густина 3,02-3,42.
Твердість 5,0-6,5.
Колір темно-синій до чорного, у крокідоліту — блакитний до синього.
Блиск скляний, у крокідоліту шовковистий.
Утворює тверді розчини з глаукофаном (кросити) і арфведсонітом (озаніти), а також з магнезіорибекітом.
Зустрічається в лужних вивержених метаморфічних породах як породоутворювальний мінерал разом з егірином. Характерний мінерал лужних гранітів та їх пегматитів, а також метасоматичних порід, близьких за складом. Часто зустрічається в ріолітах і трахітах. З рибекітовими гранітами пов'язані родовища рідкісних металів (Та, Nb, Zr та ін.).
Асоціація: егірин, нефелін, альбіт, арфведсоніт (магматичний); тремоліт, фероактиноліт (метаморфічний); грюнерит, магнетит, гематит, стильпномелан, анкерит, сидерит, кальцит, халцедон, кварц (залізні формації).

## Знаходження
Характерний мінерал лужних гранітів та їх пегматитів, а також для метасоматичних порід близьких за складом: у Росії — Кольський півострів, Саяно-байкальська гірська область; Східний Казахстан, Північна Нігерія, Нігер, Канада. Описаний в окремих гідротермальних жилах з кварцом або кальцитом (Канада, США — головним чином крокідоліт). Найбільше у світі родовище крокідоліту у ПАР (Азбестові гори на півночі Капської провінції та родовища Трансвааля), а також близькі їм за генезисом родовища Кривого Рогу та KMA, приурочені до товщ залізистих кварцитів. При гідротермальному процесі рибекіт заміщується хлоритом, при вивітрюванні — сумішшю гідроксидів заліза з опалом, кварцом, халцедоном. Тонковолокнисті псевдоморфози кварцу по крокідоліту (темно-синє соколине око) та кварцу з гетитом по вивітренному крокідоліту (золотисто-коричневе тигрове око) — виробне каміння. Розповсюджені також: Сокотра (острів Корсика, Франція), Лангезундфьорд (Норвегія), Кривий Ріг (Україна), Красноярський край (РФ), Хамерслі (Австралія), район Лусака (Замбія).
З рибекітовими гранітами пов'язані родовища рідкісних металів (Ta, Nb, Zr, Y та ін.).

## Різновиди
Розрізняють:
- рибекіт волокнистий (крокідоліт, крокідоліт-азбест — агрегати рибекіту, які складаються з волокнистих індивідів):
  - крокідоліт магніїстий або магніевий (волокниста відміна рибекіту з Південной Австралії, що містить 11,34 % MgO);
  - крокідоліт-опал: те саме, що котяче око або тигрове око.
- рибекіт магнезіально-залізистий (синонім — рибекіт магніїстий),
- рибекіт магніїстий (різновид рибекіту, який містить до 15,8 % MgO).
- магнезіо-рибекіт, терновськіт — мінерал, лужна рогова обманка, лужний амфібол.